# トレイボン・ウォーカー
- トレイヴォン・ウォーカー
- トラボン・ウォーカー
- トラヴォン・ウォーカー

ユーリー・トレイボン・ウォーカー（ TREY-von ）（Yury Travon Walker, 2000年12月18日 - ）は、アメリカ合衆国ジョージア州トーマストン出身のプロアメリカンフットボール選手。NFLのジャクソンビル・ジャガーズに所属している。ポジションはアウトサイドラインバッカー。

## 経歴

### ハイスクール
アップソン・リー高等学校時代に2019年のオール・アメリカンボウルに選ばれた。その後、ジョージア大学への進学を決断した。

### カレッジ
1年目の2019年シーズンは12試合に出場して15タックル、2.5サックを記録した。2年目の2020年シーズンは9試合に出場して13タックル、1サック、インターセプト1回を記録した。

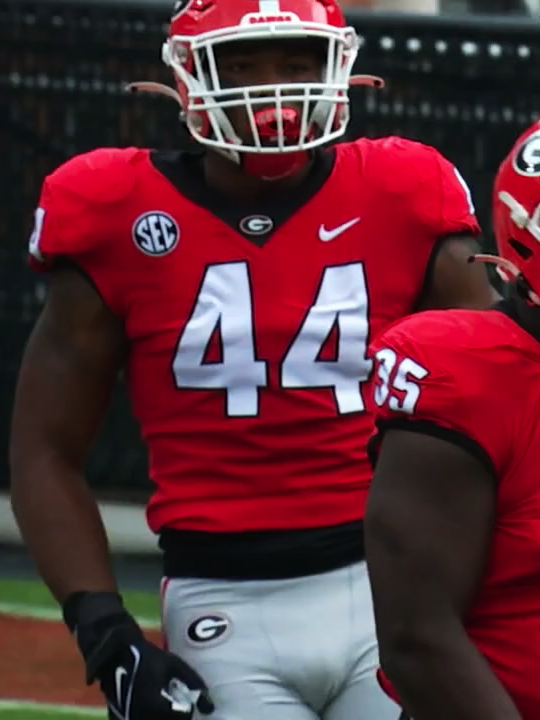
大学時代のウォーカー
(2022年)

3年目の2021年シーズンはディフェンシブタックルとして先発出場し、 2022年のカレッジフットボール・プレーオフ・ナショナルチャンピオンシップでの優勝に貢献した。このシーズン終了後に2022年のNFLドラフトへアーリーエントリーした。
| 年度     | 出場 | タックル | タックル | タックル | タックル     | タックル | インターセプト | インターセプト | インターセプト       | インターセプト | インターセプト   | ファンブル          | ファンブル         | ファンブル | ファンブル |
| 年度     | 出場 | ソロ     | アシスト | コンボ   | ロスタックル | サック   | Int            | リターンヤード | 平均 リターン ヤード | TD             | パスディフレクト | ファンブル リターン | ファンブルフォース | TD         |            |
| -------- | ---- | -------- | -------- | -------- | ------------ | -------- | -------------- | -------------- | -------------------- | -------------- | ---------------- | ------------------- | ------------------ | ---------- | ---------- |
| 2019     | 12   | 9        | 6        | 15       | 3.5          | 2.5      | 0              | 0              | 0                    | 0              | 1                | 1                   | 0                  | 0          |            |
| 2020     | 9    | 6        | 7        | 13       | 2            | 1        | 0              | 0              | 0                    | 0              | 1                | 0                   | 1                  | 0          |            |
| 2021     | 15   | 19       | 18       | 37       | 7.5          | 6        | 0              | 0              | 0                    | 0              | 2                | 1                   | 0                  | 0          |            |
| キャリア | 36   | 34       | 31       | 65       | 13           | 9.5      | 0              | 0              | 0                    | 0              | 4                | 2                   | 1                  | 0          |            |
| ソース:  |      |          |          |          |              |          |                |                |                      |                |                  |                     |                    |            |            |

### ジャクソンビル・ジャガーズ
| 6 ft 5 in (196 cm)          | 272 lb (123 kg) | 35+1⁄2 in (90 cm) | 10+3⁄4 in (27 cm) | 4.51 s | 1.54 s | 2.62 s | 4.32 s | 6.89 s | 35.5 in (90 cm) | 10 ft 3 in (3.12 m) |
| All values from NFL Combine |                 |                   |                   |        |        |        |        |        |                 |                     |

2022年のNFLドラフトにて、全体1位でジャクソンビル・ジャガーズから指名された。その後、2022年5月12日に4年総額3740万ドルのルーキー契約を結んだ。
2025年4月7日、チームから5年目の契約オプションを行使された。